# Stefanów (Góra Kalwaria)
Stefanów – część miasta Góry Kalwarii (SIMC 0920350), w województwie mazowieckim, w powiecie piaseczyńskim. Leży w południowej części miasta, przy drodze na Czersk, w widłach ulic Grójeckiej i Wojska Polskiego.
Dawniej samodzielna miejscowość. Nazwa pochodzi od imienia Stefan, czyli Szczepan, którego kaplica znajduje się na tym terenie.
W latach 1867–1948 w gminie Kąty w powiecie grójeckim. 20 października 1933 utworzono gromadę Marjanki w granicach gminy Kąty, składającą się z wsi Marjanki i wsi Stefanów.
Podczas II wojny światowej w Generalnym Gubernatorstwie, w dystrykcie warszawskim. W 1943 gromada Marianki (ze Stefanowem) liczyła 383 mieszkańców.
29 listopada 1948 gromadę Marianki (Marianki i Stefanów) wyłączono z gminy Kąty i włączono do Góra Kalwarii.